# Saas-Grund
Saas-Grund es una comuna suiza situada en el cantón del Valais. Tiene una población estimada, a fines de 2021, de 999 habitantes.
Está localizada en el distrito de Visp. Limita con las comunas de Saas-Fee, Saas-Almagell y Saas-Balen.

## Turismo
La localidad tiene una zona de deportes de invierno y una zona de senderismo.
Hay dos teleféricos. Uno de ellos alcanza los 3142 m. sobre el nivel del mar y llega a Hohsaas, donde existen senderos para el ciclismo de montaña y es posible escalar el monte Weismiess.
En la estación central de Kreuzboden (2400 m. sobre el nivel del mar) hay un pequeño lago y una estación de esquí infantil.